# Бележки под линия
Бележките под линия в издателската дейност са неделима част от наборното поле. Те са с 1 – 2 пункта по-малък кегел от основния текст. Преди самото пояснение се поставя звездичка или пореден номер, които са еднакви с означението в края на думата, която ще се пояснява. Пояснителният текст служи за обяснение или допълва значението на думата.
В бележка под линия да се извършва библиографско цитиране.

## Изписване на бележките под линия
(Знак за бележката – цифра, звездичка или друг)(интервал)(Текст на бележката, започващ с главна буква и завършващ с препинателен знак)(интервал)(средно тире)(интервал)(Съкращение на типа бележка с главна буква и точка)(интервал)(автор на бележката)
- Вермините са ужасно себични животни. – Бел. авт.

## Автор на бележката
Указва кой е поставил бележката в текста, най-честите са:
- авторът – авт.
- редакторът – ред.
- преводачът – прев.

По-редките не свързани пряко с издателското дело се изписват в цялост.